# Adepto
A día de hoy, se conoce como adepto al seguidor o partidario de una idea o una persona. 
Antiguamente los adeptos eran ciertos alquimistas que pretendían hallar el secreto de la transmutación de los metales o sea, la piedra filosofal. Se empeñaban en demostrar que había once adeptos que eran sustituidos por otros cuando moría o se trasladaba uno de ellos a otra parte donde podía hacer uso de su oro, pues en este mundo perverso, decían ellos, nos le procuraban ni una camisa.